# سنجاب حشره‌خوارچهره
سنجاب حشره‌خوارچهره (نام علمی: Rhinosciurus laticaudatus) نام یک گونه از تیره سنجاب است.